# Lucius Acilius (Jurist)
Lucius Acilius war ein römischer Rechtsgelehrter. Er war ein Zeitgenosse des älteren Cato. Im Werk Laelius über die Freundschaft gibt ihm Cicero den Beinamen Sapiens (weise, verständig) und zählt ihn zu den veteres interpretes des Zwölftafelgesetzes. In den Digesten wird er Publius Acilius genannt. Möglicherweise ist er identisch mit dem gleichnamigen, bei Livius (32, 27, 7) genannten Prätor des Jahres 197 v. Chr. Er gilt als einer der ersten Kommentarliteraten der Republik.